# Florence Owens Thompson
Florence Owens Thompson, született Florence Leona Christie (Cseroki Indián Territórium, Amerikai Egyesült Államok, 1903. szeptember 1. – Scotts Valley, Kalifornia, Amerikai Egyesült Államok, 1983. szeptember 16.) mezőgazdasági munkás. Dorothea Lange amerikai fotográfus 1936 márciusában róla és gyermekeiről készítette híres fotóját, mely Hajléktalan anya, Nipomo, Kalifornia címmel mára egyike lett a legtöbbet idézett fényképeknek.

## Lange fotósorozata
A nagy gazdasági világválságot követő években hirdette meg Franklin D. Roosevelt új gazdaságpolitákáját. Az intézkedésekhez kapcsolódóan bízták meg az Áttelepítési Hivatal (Resettlement Administration, RA) – a későbbi Mezőgazdaság-védelmi Hivatal (Farm Security Administration, FSA) – Történeti szekcióját, hogy felmérjék és dokumentálják a vidék nyomorúságos helyzetét. A program Ron Stryker irányítása alatt működött, melyben Lange mint fotós vett részt.

### Nipomo, Kalifornia
1936 márciusában, egy esős napon Lange egy hathetes fotózás után tartott hazafelé autójával. Kaliforniában, Új-Mexikóban és Arizonában készített felvételeket a vándormunkásokról. Az út szélén látott egy táblát, mely a borsószedők táborát jelezte, de először nem foglalkozott vele. „nem akartam észrevenni a táblát.” – írta Lange a Popular Photography-ban 1960-ban megjelent cikkében. Húsz mérfölddel később mégis úgy döntött, hogy visszafordul. Behajtott a tábor területére, ahol észrevette a nőt és gyermekeit, akik egy sátorba húzódtak a hideg ellen. Thompson egyike volt a táborban élő közel 2 500 embernek, akik mind nyomorban éltek. Lange úgy fogalmazott, hogy mágnesként vonzotta a látvány. Lassan közelített feléjük, miközben fényképezett. „Nem emlékszem, hogyan magyaráztam el neki a jelenlétemet és a fényképezőgépemet, de arra igen, hogy nem kérdezett semmit. […] Nem kérdeztem az asszony nevét, sem a történetét. Ő mondta el, hogy 32 éves.” – emlékezett vissza. Thompson hét gyermekét egyedül nevelte és mezőgazdasági munkákból próbálta eltartani családját. A család fagyott borsókon és a gyerekek által leölt madarakat élt. Lange a családról Garflex kamerájával összesen hét felvételt készített, majd távozott. Thompson lánya, a kép bal oldalán álló Katherine egy interjúban mesélt Lange látogatásáról: Lange megkérdezte Thompsont, hogy lefotózhatja-e őt, mert ezzel segíthetne a hasonló helyzetben lévő embereken. Thompson beleegyezett a fotózásba. A táborban készült fotók közül kettő március 10-én egy riport illusztrációjaként jelent meg a San Fransisco News-ban. A fotók híre hamar eljutott a táborba: „Szégyelltük magunkat. Nem akartuk, hogy bárki is tudja hol vagyunk.” – mondta Katherine. A cikk hatására a szövetségi kormány elrendelte, hogy élelmiszersegély küldjenek az érintett területre. Thompson gyermekeivel már elhagyta a tábort, mire a segély odaért. Katherine később sikertelenül próbálta elérni, hogy a kép publikálását bírósági úton tiltsák meg.

### A híres fotó

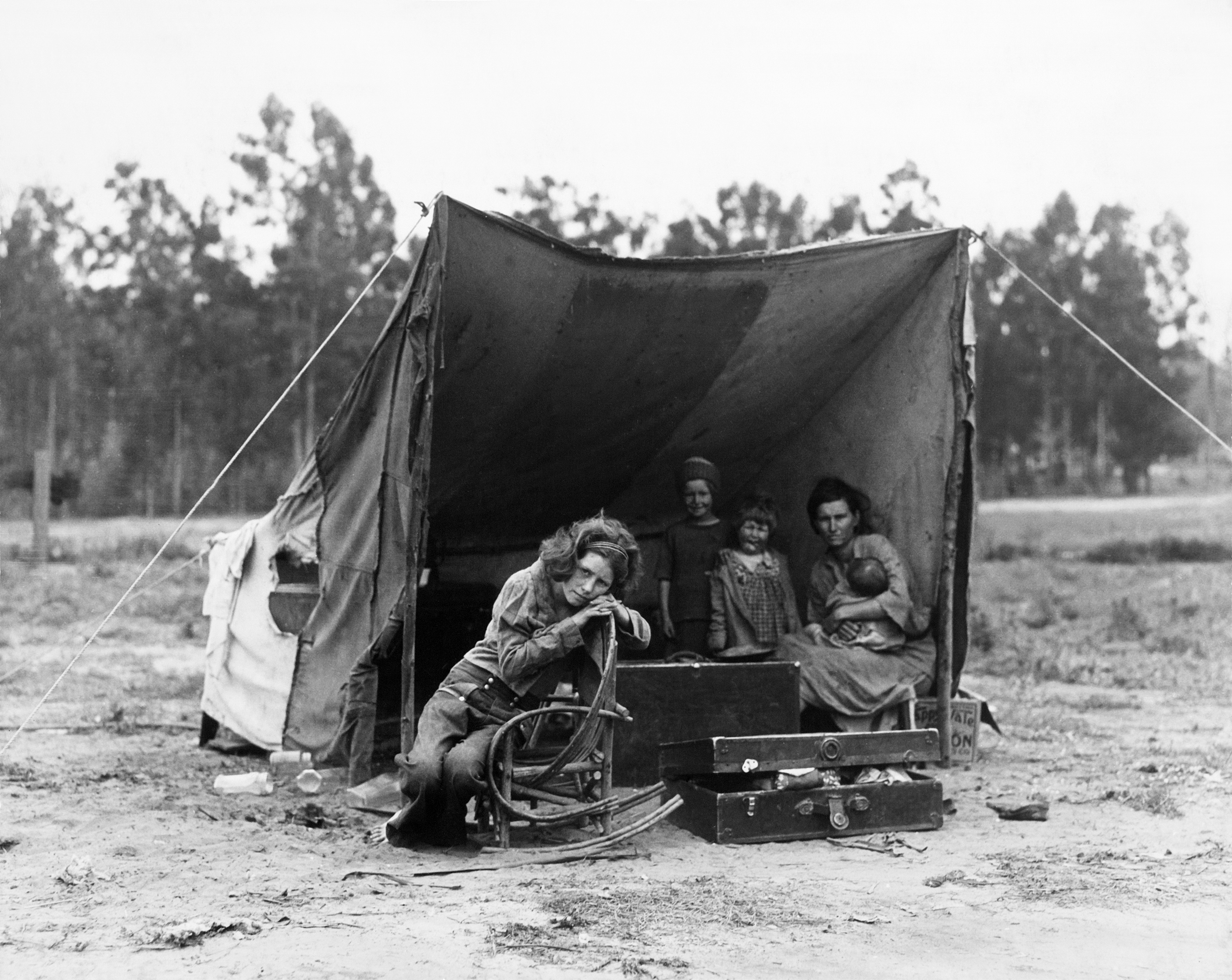
Florence Thompson és gyermekei egy távolabbi felvételen (Fotó: Dorothea Lange, 1936)

Mivel Lange a munkája részeként készítette a képeket, azok a Mezőgazdaság-védelmi Hivatalhoz kerültek, ahonnan csak 1938-ban kapta vissza őket. A Hajléktalan anya címen ismertté vált felvételt, melyen Florence Thompson és három lánya – Katherine (balra), Ruby (jobbra) és az egyéves Norma – látható, eredetileg Destitute peapickers in California; a 32 year old mother of seven children. February 1936. leírással látták el. Lange sajátos dokumentumfotó értelmezését jól mutatja, hogy a fotót retusálta: szerkesztője, Don Stryker tiltakozása ellenére a kép jobb alsó részéről eltüntetett egy ujjat. Hogy kihez tartozott az ujj nem lehet tudni, lehetséges, hogy Thompsoné volt. A változtatás nyoma a módosított felvételen kivehető. A képet első alkalommal 1936 szeptemberében a Survey Magazine-ban publikálták, majd a US Camera folyóirat kiállításán mutatták be. Ismertségéhez jelentősen hozzájárult az is, hogy 1955-ben szerepelt Edward Steichen Az ember családja című kiállításán. A Hajléktalan anya az FSA kampányának legismertebb képe lett és egyszerű dokumentumfotóból az „emberi szenvedés időtlen metaforájává” vált. A LIFE magazin beválogatta azon 100 kép közé, melyek megváltoztatták a világot.
Az eredeti negatívokból ötöt – köztük a Hajléktalan anyát, valamint annak egy másolatát – ma a washingtoni Kongresszusi Könyvtár őrzi. Lange másik két felvétele a kaliforniai Oakland Múzeum Dorothea Lange Archívumában található.

## Florence Thompson

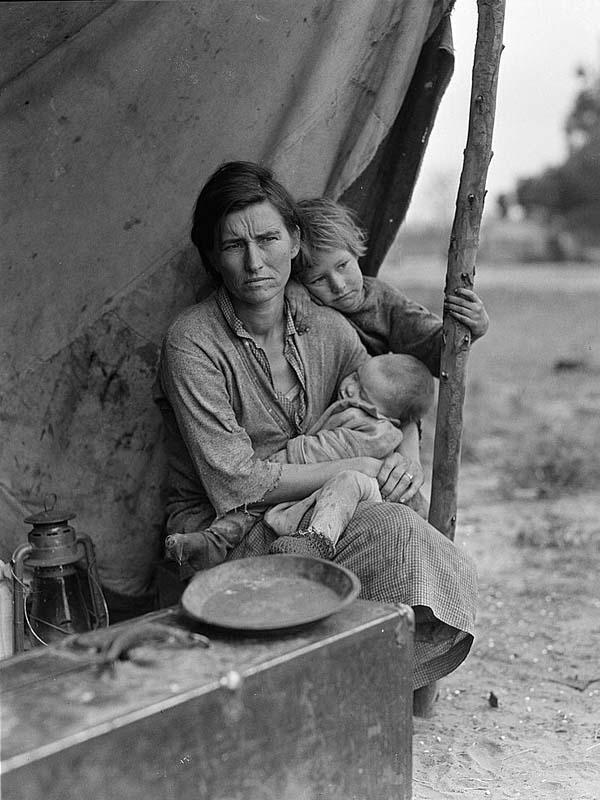
Florence Thompson gyermekeivel (Fotó: Dorothea Lange, 1936)

A kép főszereplőjének kiléte több mint negyven évig tisztázatlan volt. Bill Ganzel a Nebraska Educational Television fotósa és producere 1975-ben elhatározta, hogy kideríti a képen látható nő személyazonosságát. A hetvenes évek végén Thompson interjút adott egy helyi újság a Modesto Bee számára. Ganzel 1979-ben az újságcikk alapján vette fel a kapcsolatot Thompsonnal, aki a kaliforniai Modestóban lakott három lányával. Ganzel interjút készített Thompsonnal. A találkozásról egy fénykép is készült, melyen Thompson három lányával együtt látható, azokkal, akik Lange felvételén is szerepeltek. Minderről Ganzel Dust Bowl Descent (1984) című könyvében számolt be.
Florence Thompson 1903-ban született a cseroki Indián Rezervátumban – a későbbi Oklahoma állam területén. Édesanyja apját elhagyva Oklába költözött és magával vitte Florence-t. Thompson 1921-ben 17 évesen ment férjhez Cleo Owenshez, akitől öt gyermeke született. 1931-ben, amikor hatodik gyermeküket várták Owens tuberkulózisban elhunyt. Thompson, hogy gyermekeit eltartsa napszámosként dolgozott a földeken, éjjelente pedig egy étteremben vállalt munkát. Családjával éveken át vándorolt, hogy dolgozni tudjon. Egy oroville-i üzlettulajdonostól született egy gyermeke Charlie, akit Thompson a nagyszülőknél helyezett el, mert attól félt, hogy az apa befolyásos családja el akarja tőle venni. 1935-ben megismerkedett James R. Hillel, akitől négy gyermeke született (közülük az egyik, Leana még kétéves kora előtt elhunyt). Hillel együtt 1936-ban újabb munka reményében utaztak Watsonville felé, de autójuk elromlott. Így kerültek a borsószedők táborába a kaliforniai Nipomóba, ahol Lange a fényképeket készítette.
A második világháborút követően férjhez ment George Thompsonhoz. A hetvenes években családja egy házat vásárolt számára a kaliforniai Modestóban. Florence Thompson 1983-ban kórházba került, gyermekei adományokat gyűjtöttek, hogy fizetni tudják az ellátását. Szeptember 16-án hunyt el Scotts Valley-ben, Kaliforniában. Második férje, George mellé temették a Lakewood Memorial Parkban Hughsonban, sírján a „Migrant Mother: A Legend of the strength of American motherhood.” felirat olvasható.

## Galéria

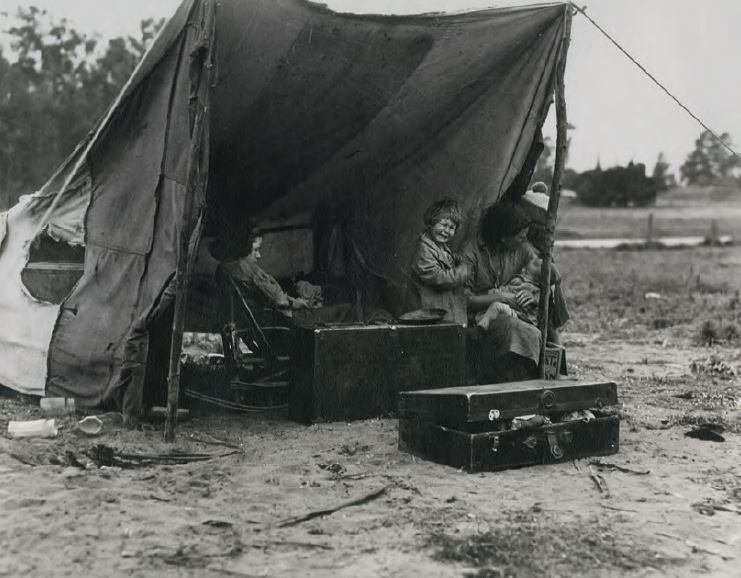
Gyűjtemény: Oakland Museum of California
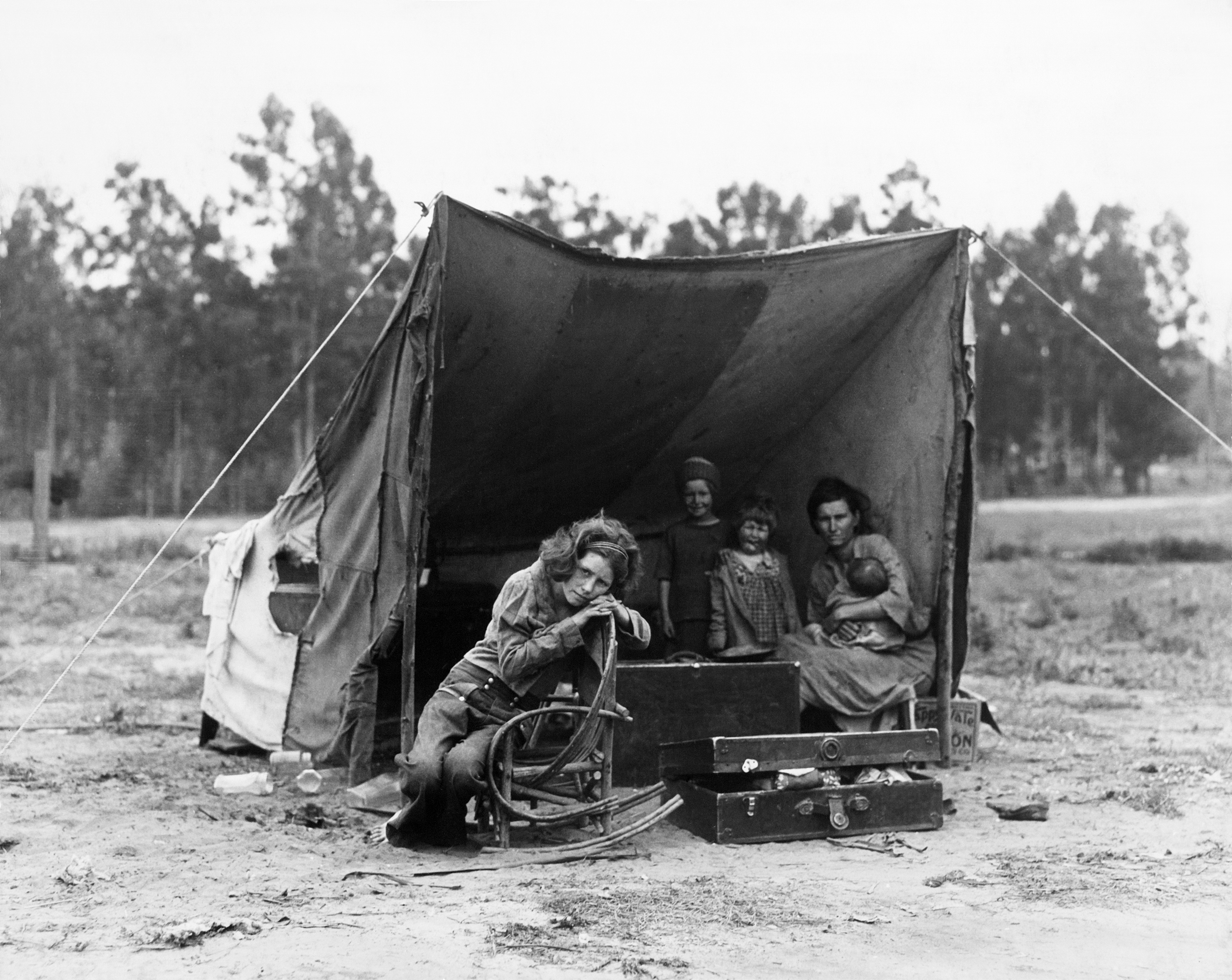
Gyűjtemény: Kongresszusi Könyvtár
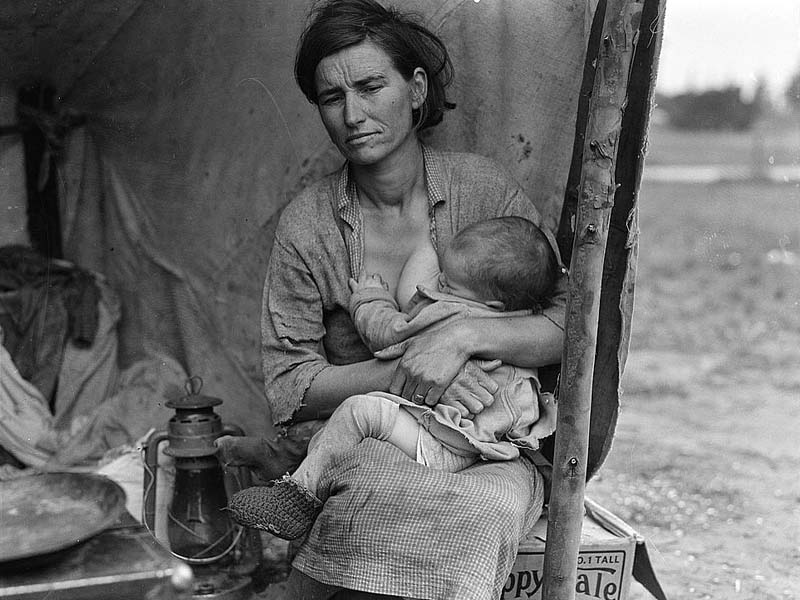
Gyűjtemény: Kongresszusi Könyvtár
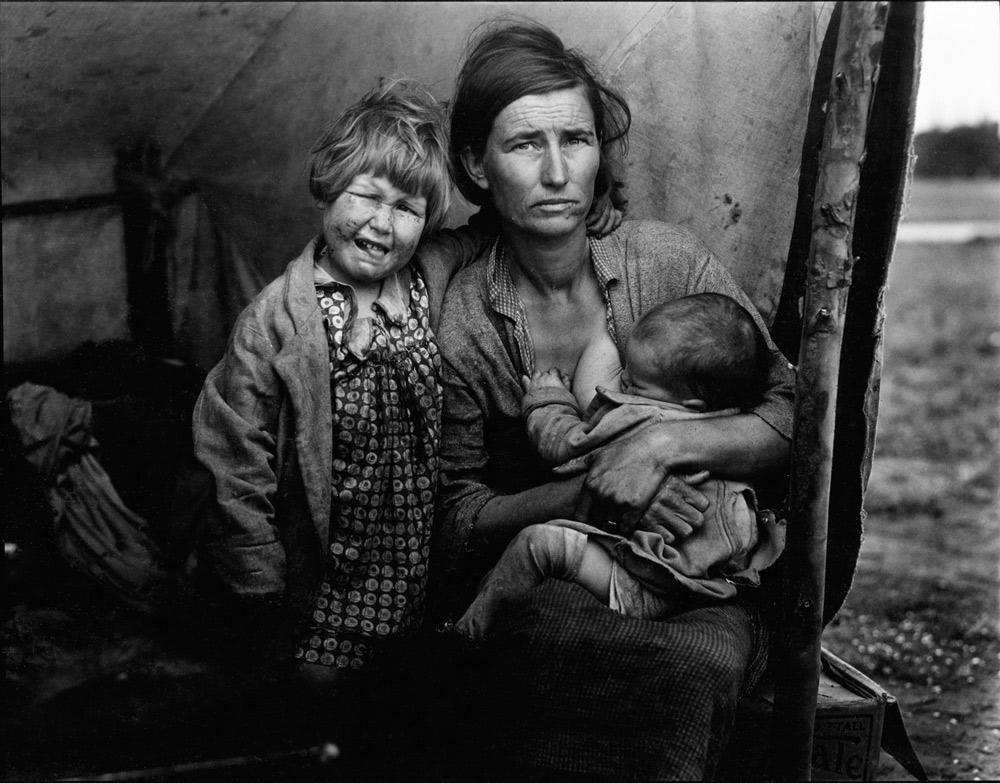
Gyűjtemény: Oakland Museum of California
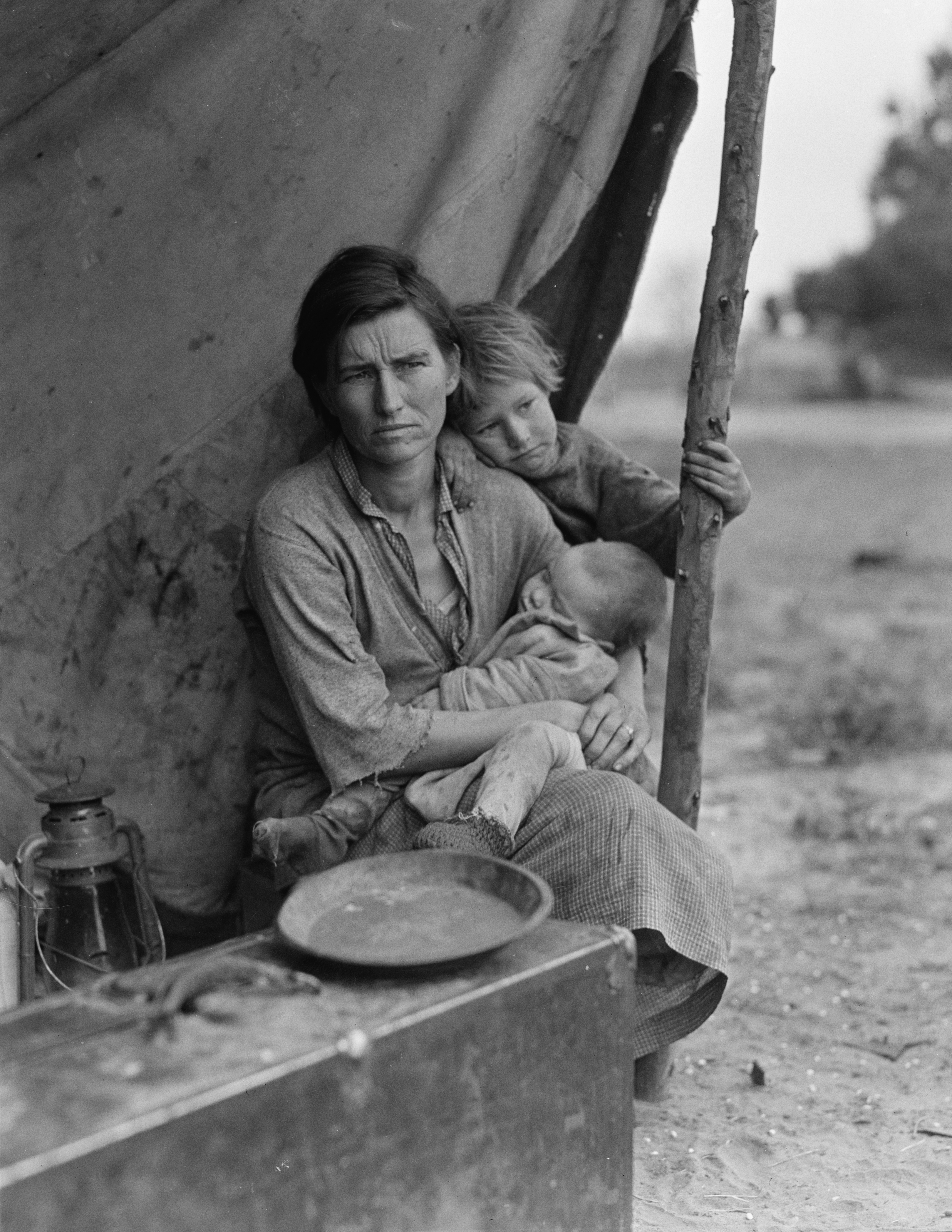
Gyűjtemény: Kongresszusi Könyvtár
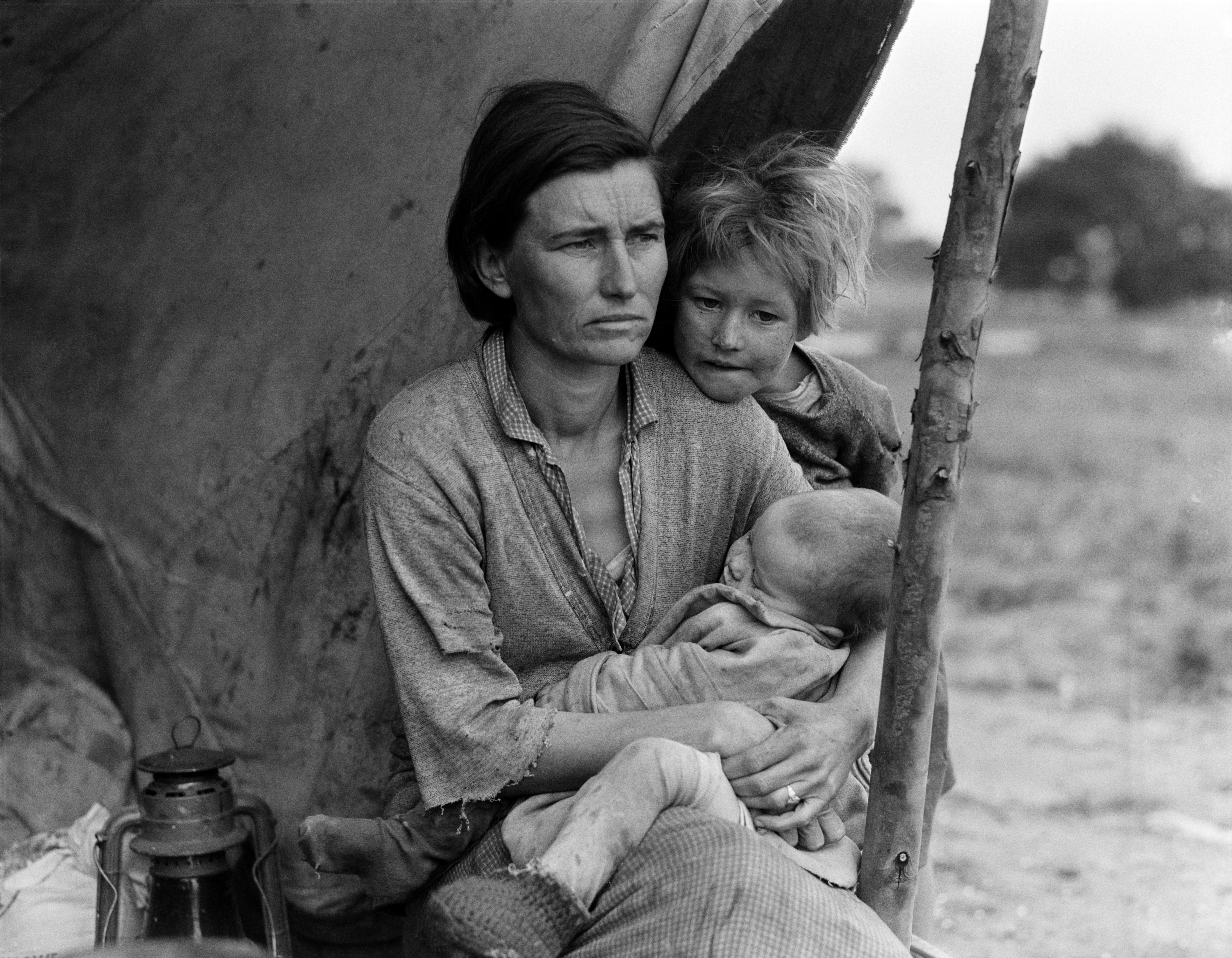
Gyűjtemény: Kongresszusi Könyvtár